# Луций Цедиций
Луций Цедиций (на латински: Lucius Caedicius) е политик на Римската република през 5 век пр.н.е. Произлиза от плебейската фамилия Цедиции.
През 475 пр.н.е. той е първият от фамилията, който става народен трибун. Колега му е Тит Стаций. Двамата обвиняват консула от предната година Спурий Сервилий Приск за военната му тактика в победоносната му битка против етруските на Яникул.